# Секретов, Андрей Вадимович
Андре́й Вади́мович Секре́тов (13 декабря 1989, Пермь, СССР) — российский футболист, полузащитник.

## Карьера
Начал заниматься футболом в ФК «Прикамье», затем попал в дублирующий состав «Амкара» в 2005 году, летом дебютировал в матче с дублем «Сатурна», а всего в том году провёл 8 игр. В следующих двух сезонах играл практически в каждой встрече (48 матчей, 11 голов). Первую половину сезона 2008 также провёл в дубле (10 игр), а потом отправился в аренду в «Нижний Новгород», который выступал во втором дивизионе (7 игр). 2009 год начался с аренды в учалинском «Горняке», но Секретов не смог закрепиться в основном составе клуба и летом вернулся в «Амкар». В следующем году стал капитаном молодёжного состава, и Рашид Рахимов начал привлекать игрока к тренировкам с основной командой. 22 августа Секретов дебютировал за первую команду «Амкара» в поединке с «Сибирью». Всего в сезоне 2010 года сыграл в 5 матчах. 20 августа 2011 в игре против «Рубина» забил свой первый гол за «Амкар». Однако места в основном составе после этого не получил и после поединка с «Рубином» провёл на поле лишь 13 минут во встрече с московским «Спартаком». После наступления зимней паузы в чемпионате было объявлено, что Секретов выставлен на трансфер. На заключительною часть сезона был арендован «Газовиком», в составе которого провёл 7 из 10 возможных матчей.
После возвращения в Пермь не поехал на сбор с основным составом, не был включён в заявку клуба на сезон, а 8 августа на встрече с болельщиками Рустем Хузин объявил о расторжении контракта с футболистом из-за «повышенного травматизма и неадаптации к взрослому футболу».
12 августа 2012 года подписал контракт с другим пермским клубом — «Октаном». В первом же матче против тольяттинской «Лады» забил гол, принёсший первую победу в сезоне для клуба.
Сыграв ещё три матча, под конец летнего трансферного окна, перешёл в саратовский «Сокол». 7 мая 2013 года был отзаявлен.

## Статистика по сезонам
| Клуб             | Сезон            | Лига | Лига | Кубки | Кубки | Итого | Итого |
| Клуб             | Сезон            | Игры | Голы | Игры  | Голы  | Игры  | Голы  |
| ---------------- | ---------------- | ---- | ---- | ----- | ----- | ----- | ----- |
| Нижний Новгород  | 2008             | 8    | 0    | 0     | 0     | 8     | 0     |
| Горняк Учалы     | 2009             | 0    | 0    | 0     | 0     | 0     | 0     |
| Амкар            | 2010             | 5    | 0    | 0     | 0     | 5     | 0     |
| Амкар            | 2011/12          | 13   | 1    | 2     | 0     | 14    | 1     |
| Амкар            | Итого            | 18   | 1    | 2     | 0     | 20    | 1     |
| Газовик          | 2011/12          | 7    | 1    | 0     | 0     | 7     | 1     |
| Октан            | 2012/13          | 4    | 1    | 0     | 0     | 4     | 1     |
| Всего за карьеру | Всего за карьеру | 37   | 2    | 2     | 0     | 39    | 2     |

(откорректировано по состоянию на 10 августа 2012)